# Hulgera, Kushtagi
Hulgera là một làng thuộc tehsil Kushtagi, huyện Koppal, bang Karnataka, Ấn Độ.